# Gladö-Lissma
Gladö-Lissma är en kommundel i Huddinge kommun, Stockholms län. Gladö-Lissma är med en areal om 44,2 kvadratkilometer Huddinges till ytan största kommundel och innefattar stora skogs- och naturområden. 2019 var antal invånare 1 517 individer. Gladö-Lissma bildades 2018 som ny kommundel och blev då en av Huddinges 16 kommundelar.

## Geografi
Gladö-Lissma ligger i kommunens södra del. I söder gränser Gladö-Lissma till Botkyrka kommun, i öster till Haninge kommun och i norr till Huddinges kommundelar Flemmingsberg, Sjödalen, Vidja-Ågesta och Länna. Området var tidigare en del av kommundelen Sjödalen-Fullersta. Diagonalt genom kommundelen sträcker sig den delvis välbevarade Gamla sockenvägen Flemingsberg–Lissma. På 1850-talet övergavs den gamla sockenvägen som huvudfärdväg när nya vägar anlades, bland dem dagens Haningeleden (länsväg 259).

## Historia
Kommundelsnamnet Gladö-Lissma härrör dels från tätorten Gladö kvarn, dels från gården Lissma. Såväl Gladö som Lissma är kända namn med hävd bakåt till medeltiden. Gården Gladö är borta sedan länge, men är omnämnd i skrift redan 1330 som gladhø. År 1462 finns dagens Lissma noterat som lijssma. Lissmas sista huvudbyggnad förföll och brändes slutligen ner 1970 av brandförsvaret. Idag finns av den gamla gården bara några ekonomibyggnader och rester av park- och trädgårdsanläggningar vid Lissmasjön. Ekonomibyggnaderna och en del bostadshus ligger söder om Lissmavägen och där bedrivs jordbruk. Torpet Paradiset ingick i Lissmafastigheterna och blev ursprunget till Paradisets naturreservat.
Den tredje större historiska gården är Sundby vars namn är känt sedan 1331. Själva huvudbyggnaden brann ner 1941. Numera finns här en friluftsanläggning och ett värdshus samt båtbrygga, grillplatser, motionsslinga, ridstall, torpmuseum och sedan år 2005 även Litografiska museet. Strax norr om Sundby ligger ytterligare en historisk gård, Stensättra, tidigare ett större torp under Sundby. Stället är belagt sedan 1460 som Stensaetre och syftar troligen på den närbelägna Stensättra fornborg.

### Historiska bilder

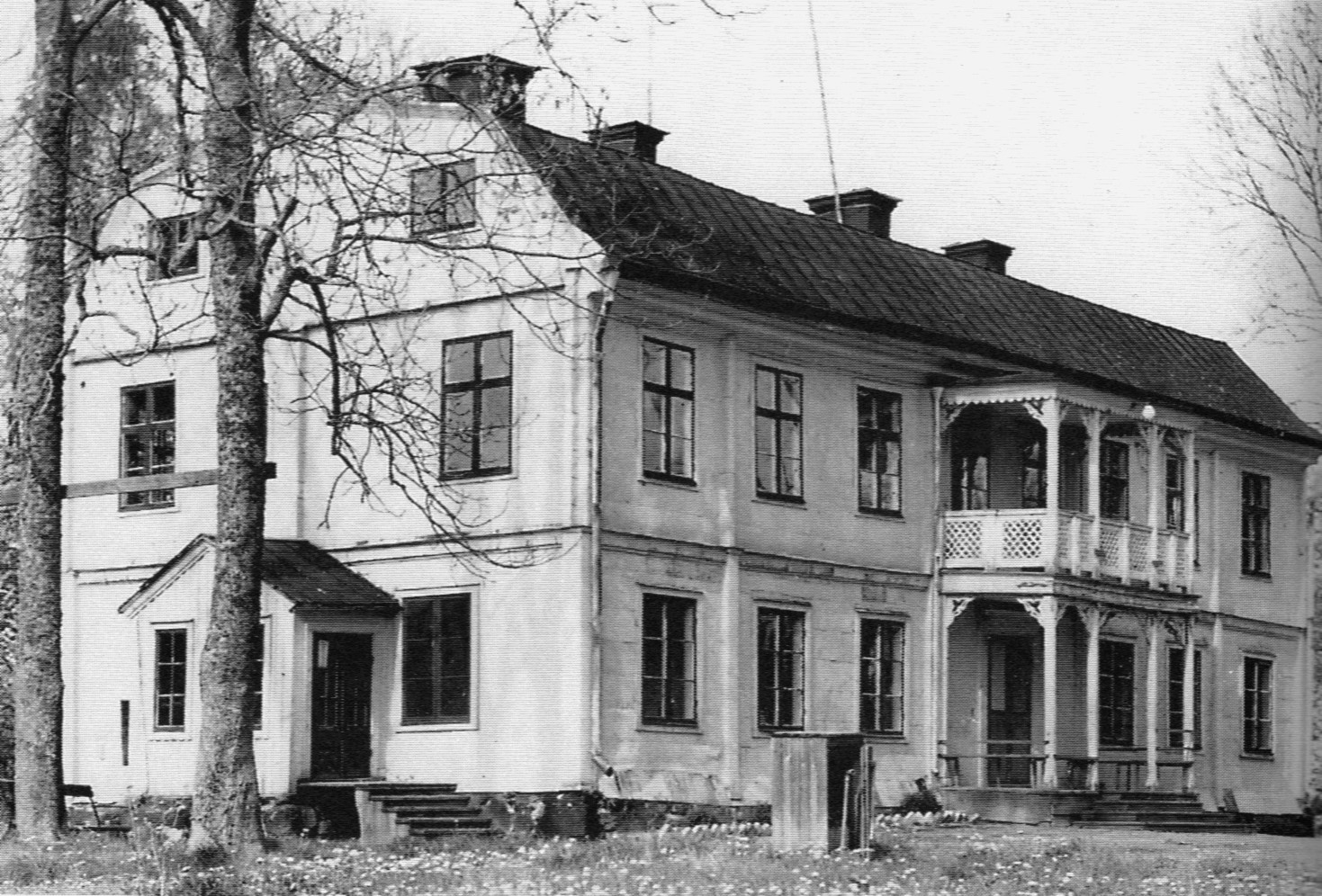
Lissma gårds huvudbyggnad på 1950-talet.
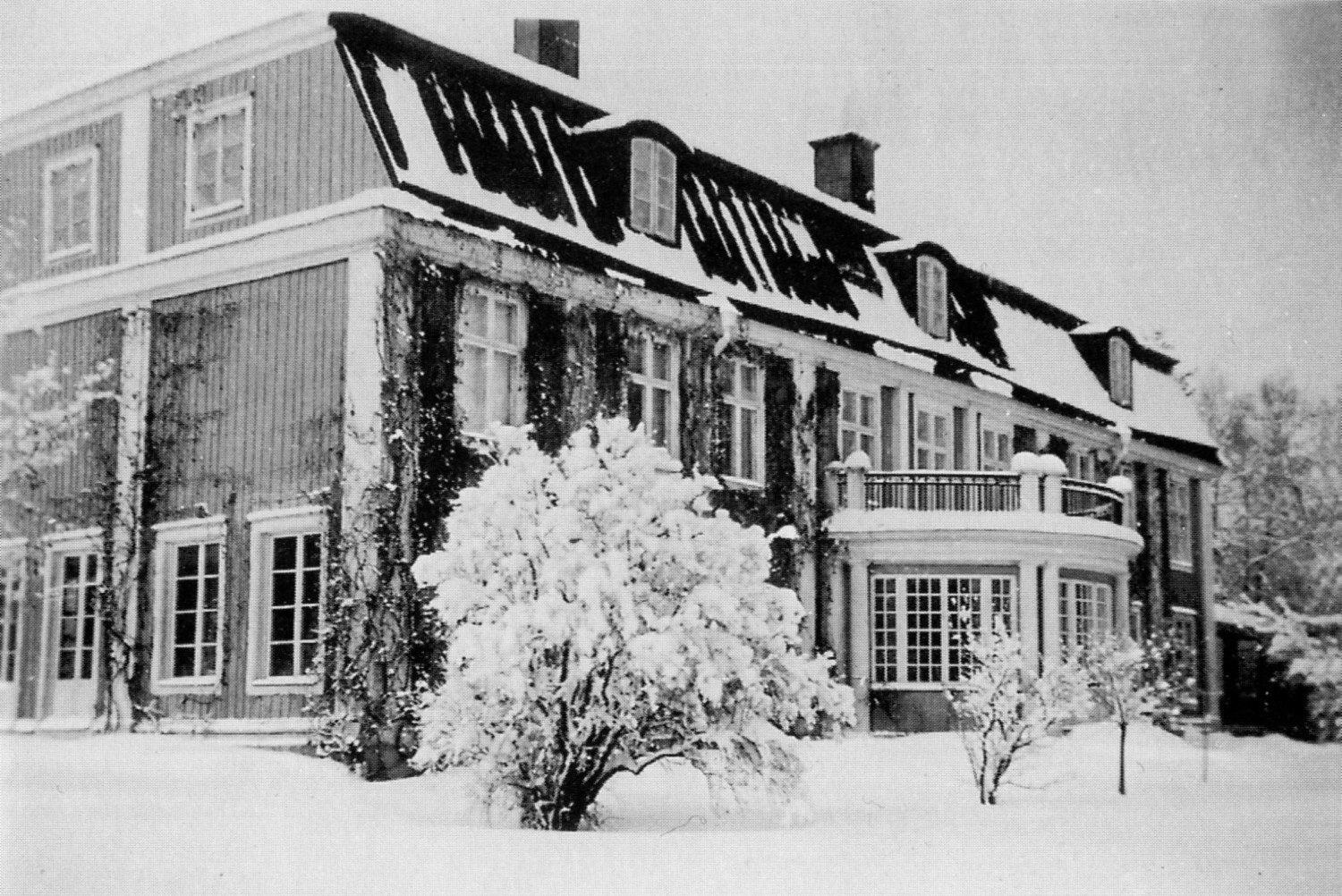
Sundby gårds huvudbyggnad på 1930-talet.
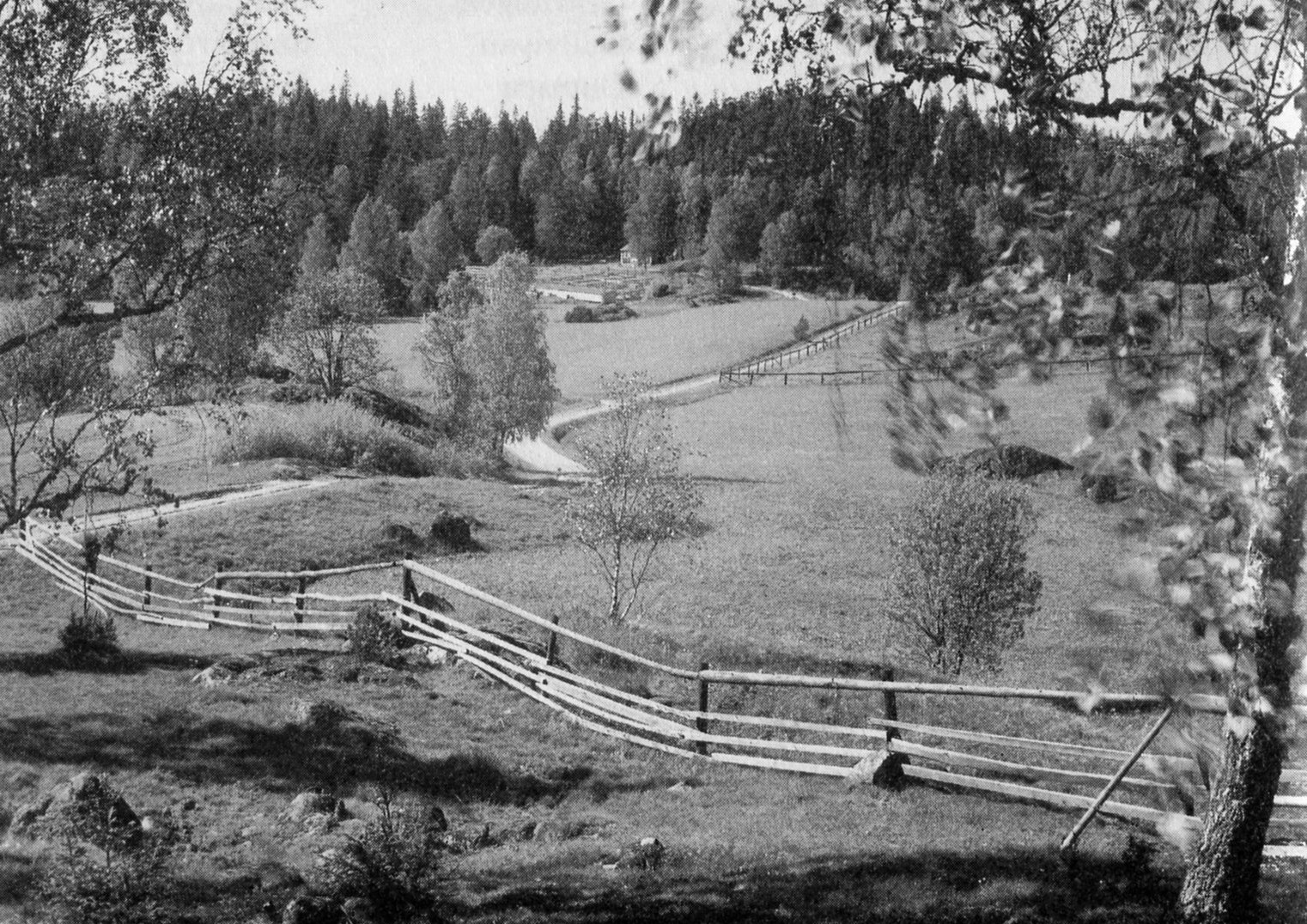
Gamla sockenvägen Flemingsberg–Lissma på 1930-talet.
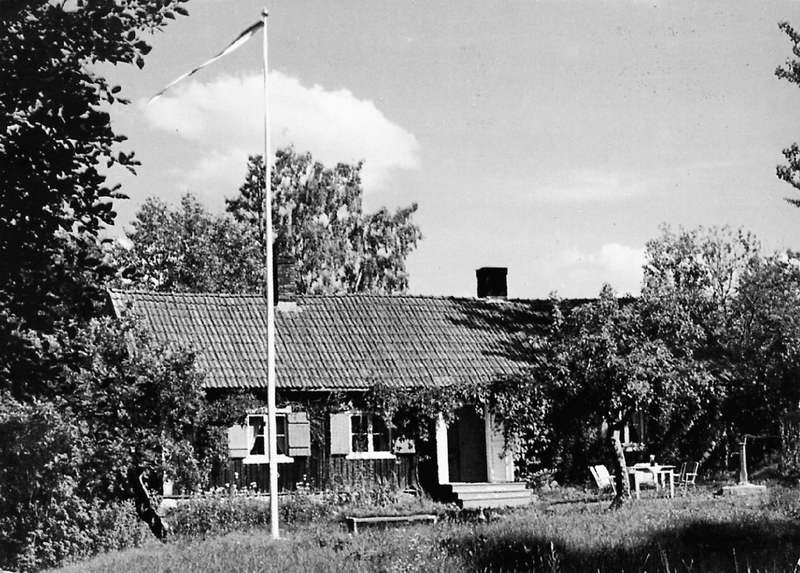
Gladö kvarnstuga på 1960-talet.

### Nutida bilder

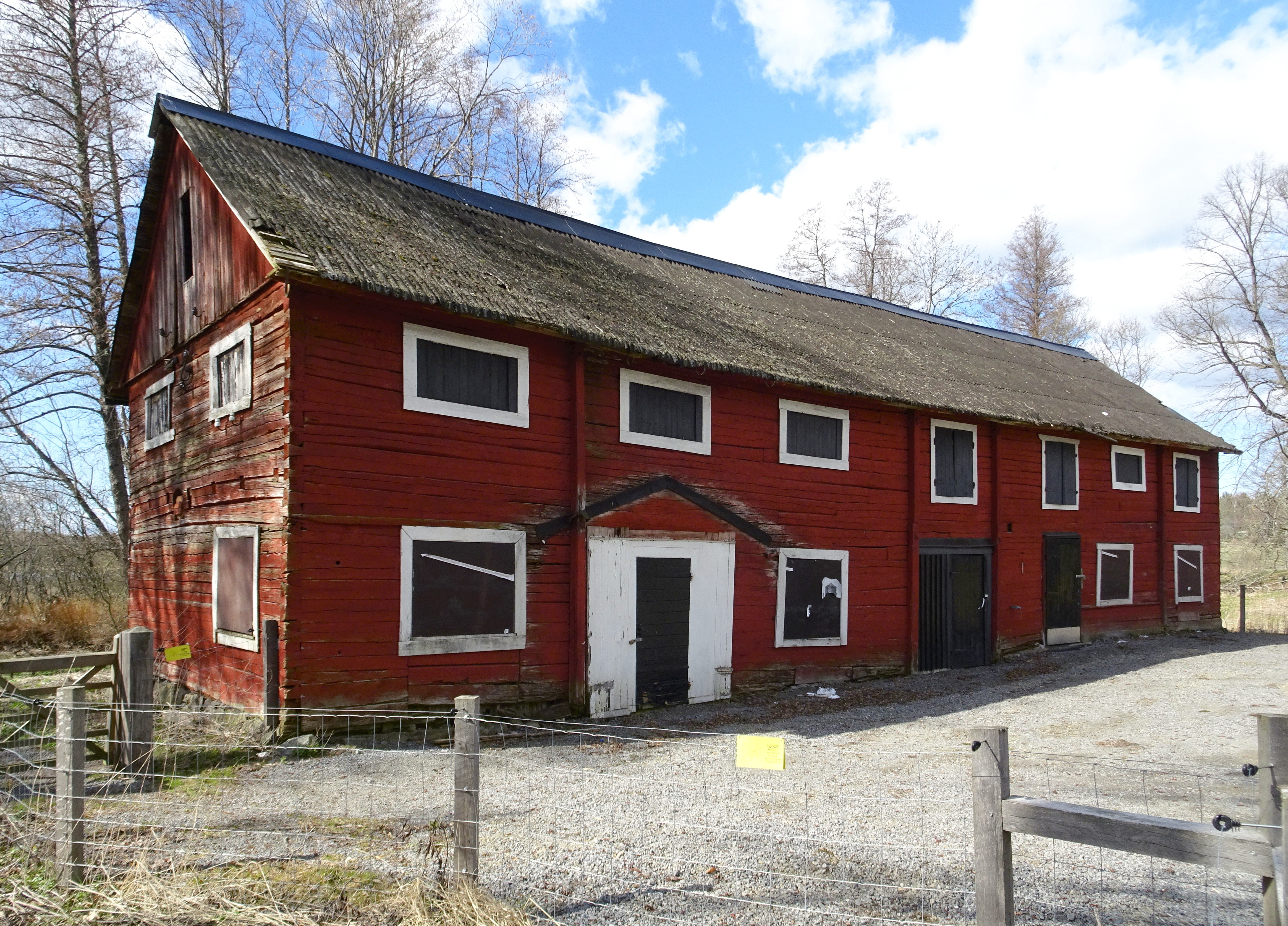
Lissmagårdens lada.
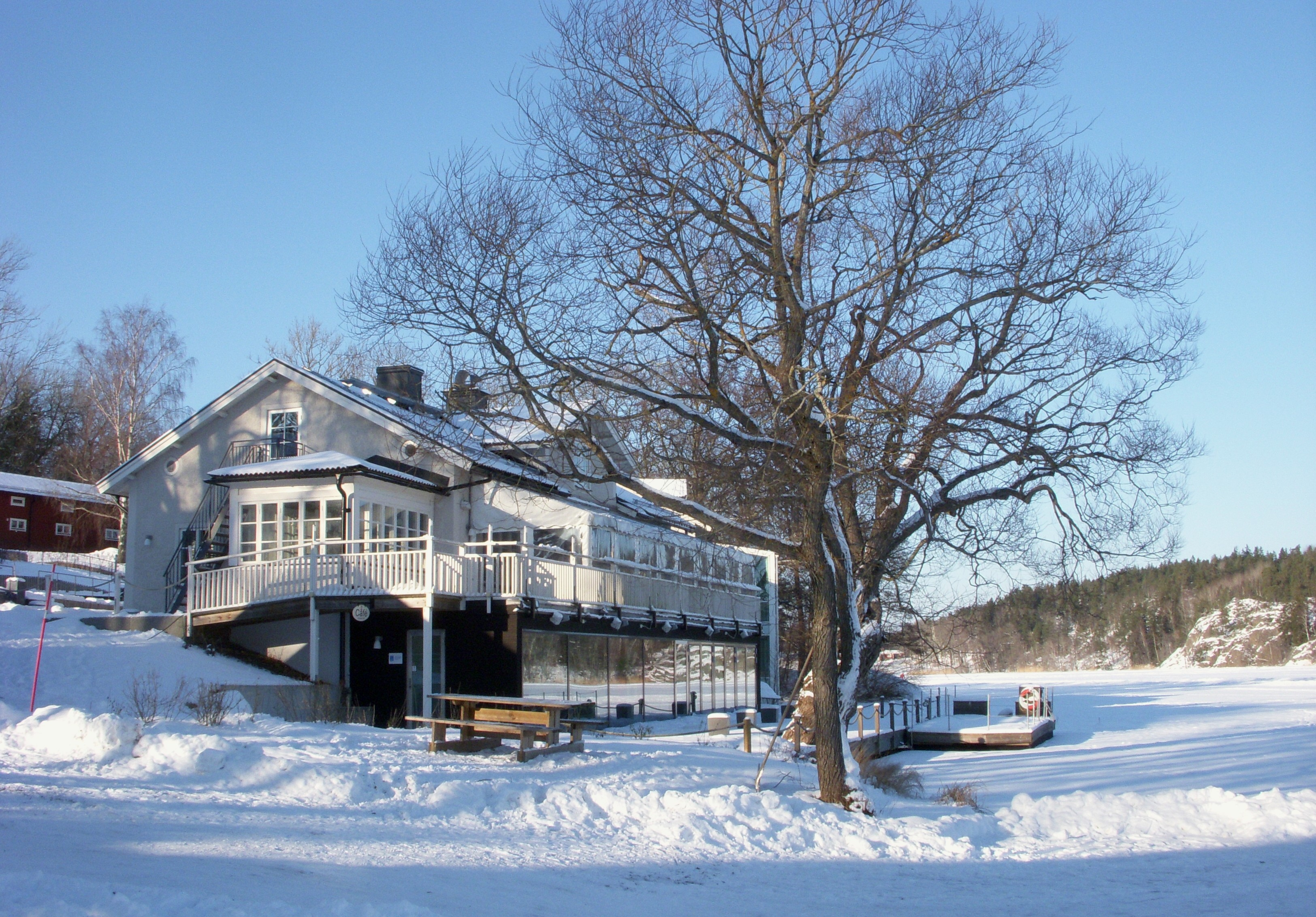
Sundby gårds värdshus.
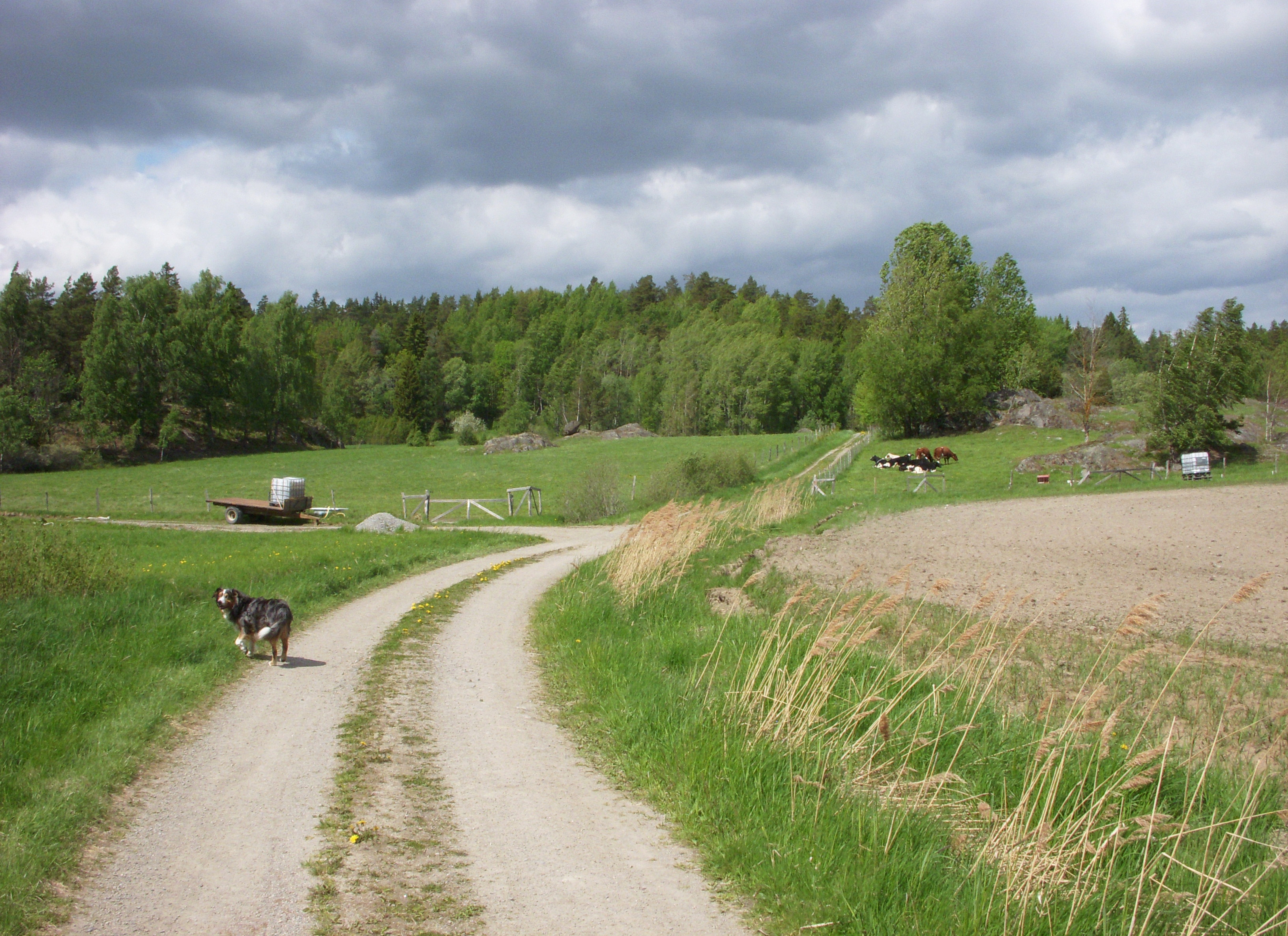
Gamla sockenvägen Flemingsberg–Lissma, 2011.
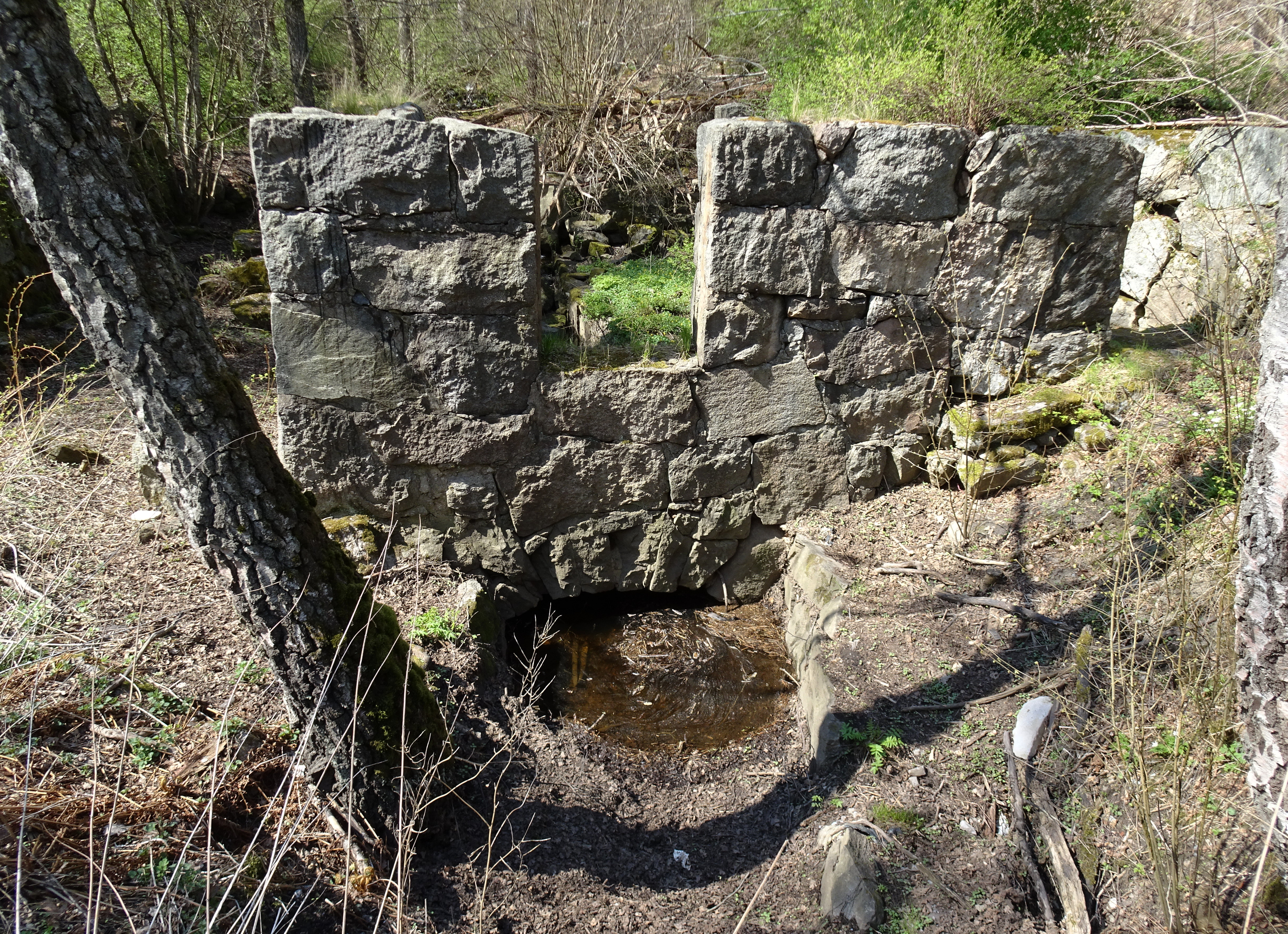
Gladö kvarnruin, 2016.

## Natur

### Naturreservat
- Björksättrahalvöns naturreservat
- Flemingsbergsskogens naturreservat (del av)
- Gladö Kvarnsjöns naturreservat
- Gladöskogens naturreservat
- Lissmadalens naturreservat
- Orlångens naturreservat (del av)
- Paradisets naturreservat

#### Naturreservat (bilder)

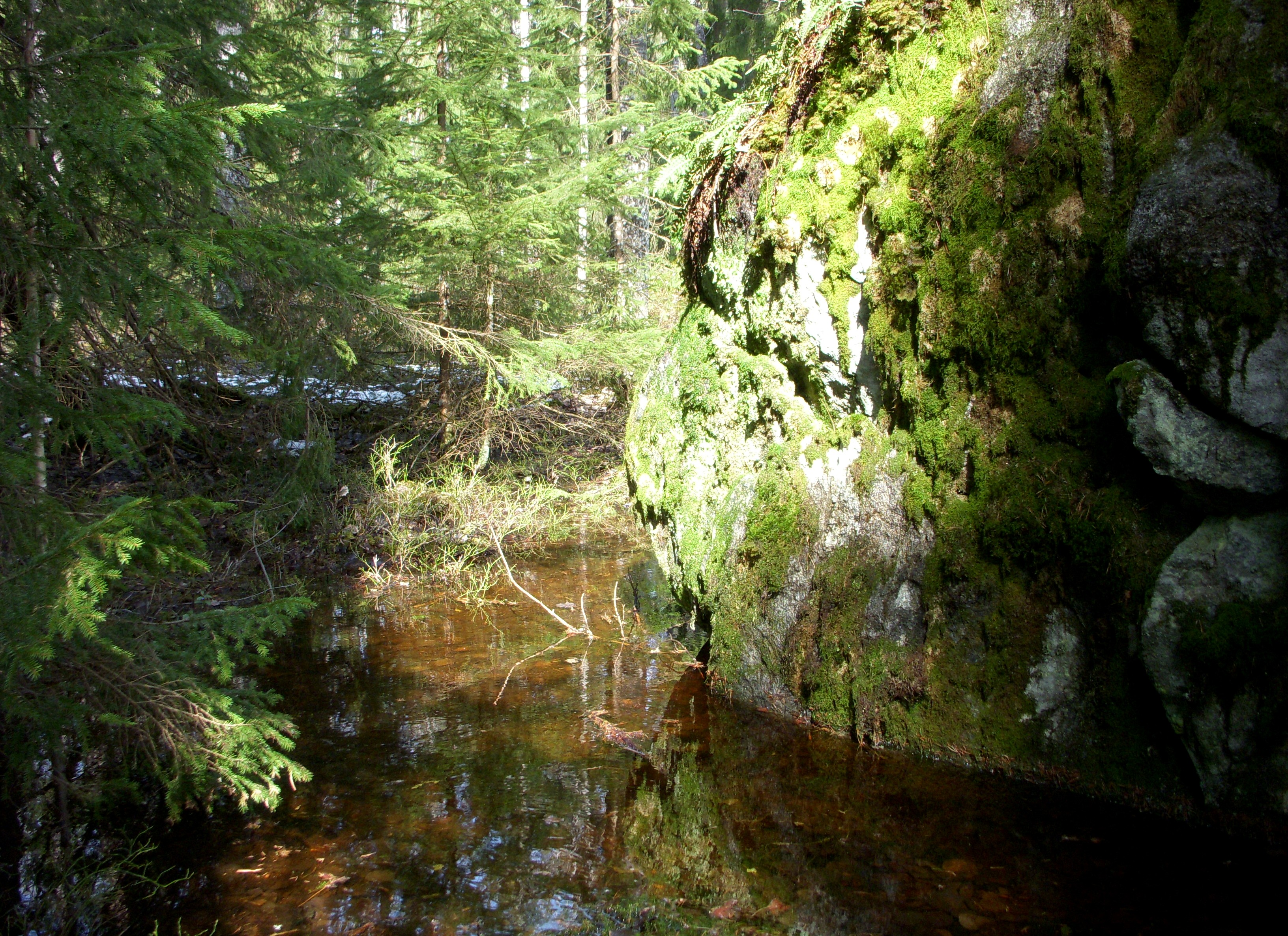
Gladöskogens naturreservat.
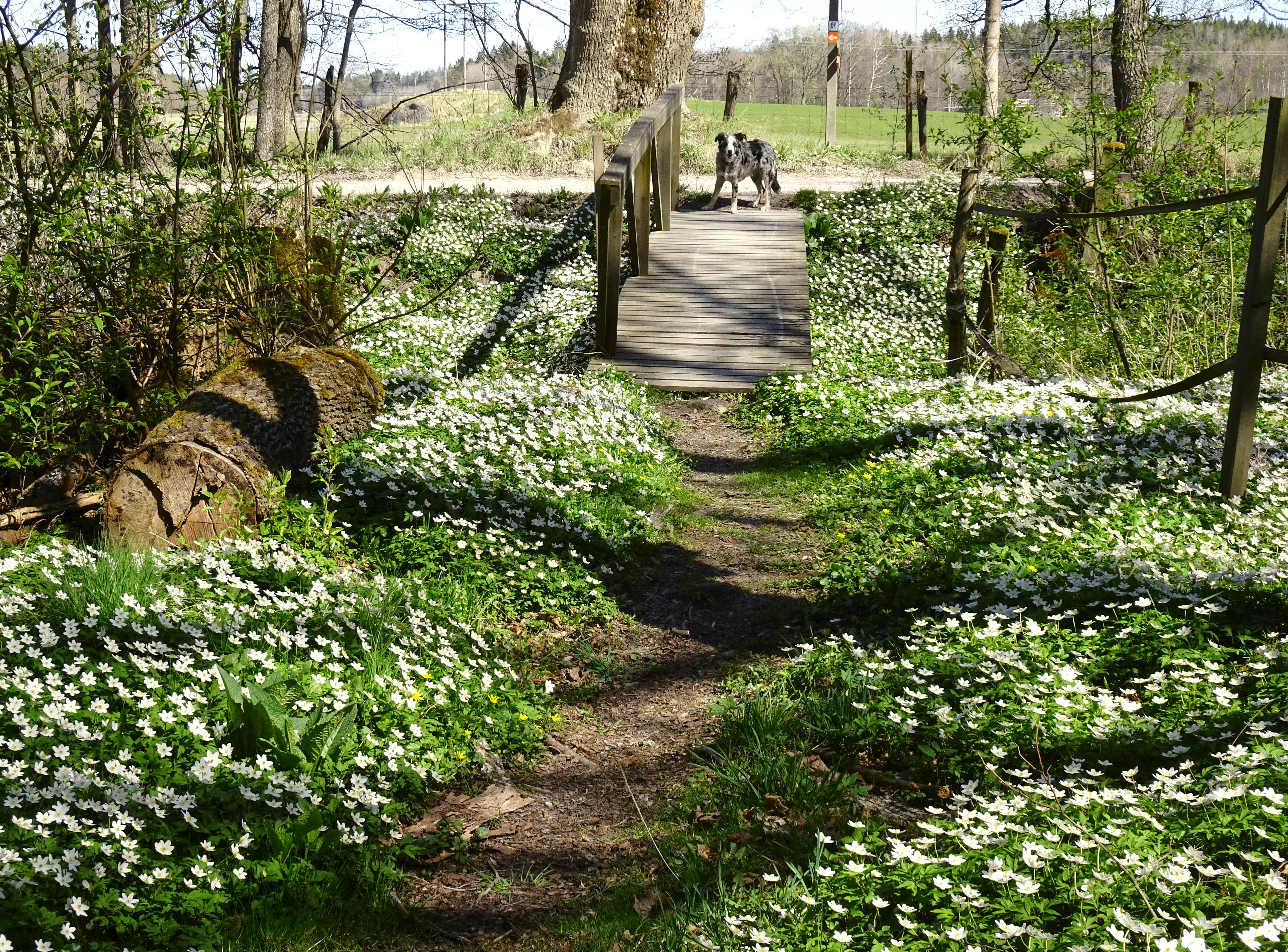
Lissmadalens naturreservat.
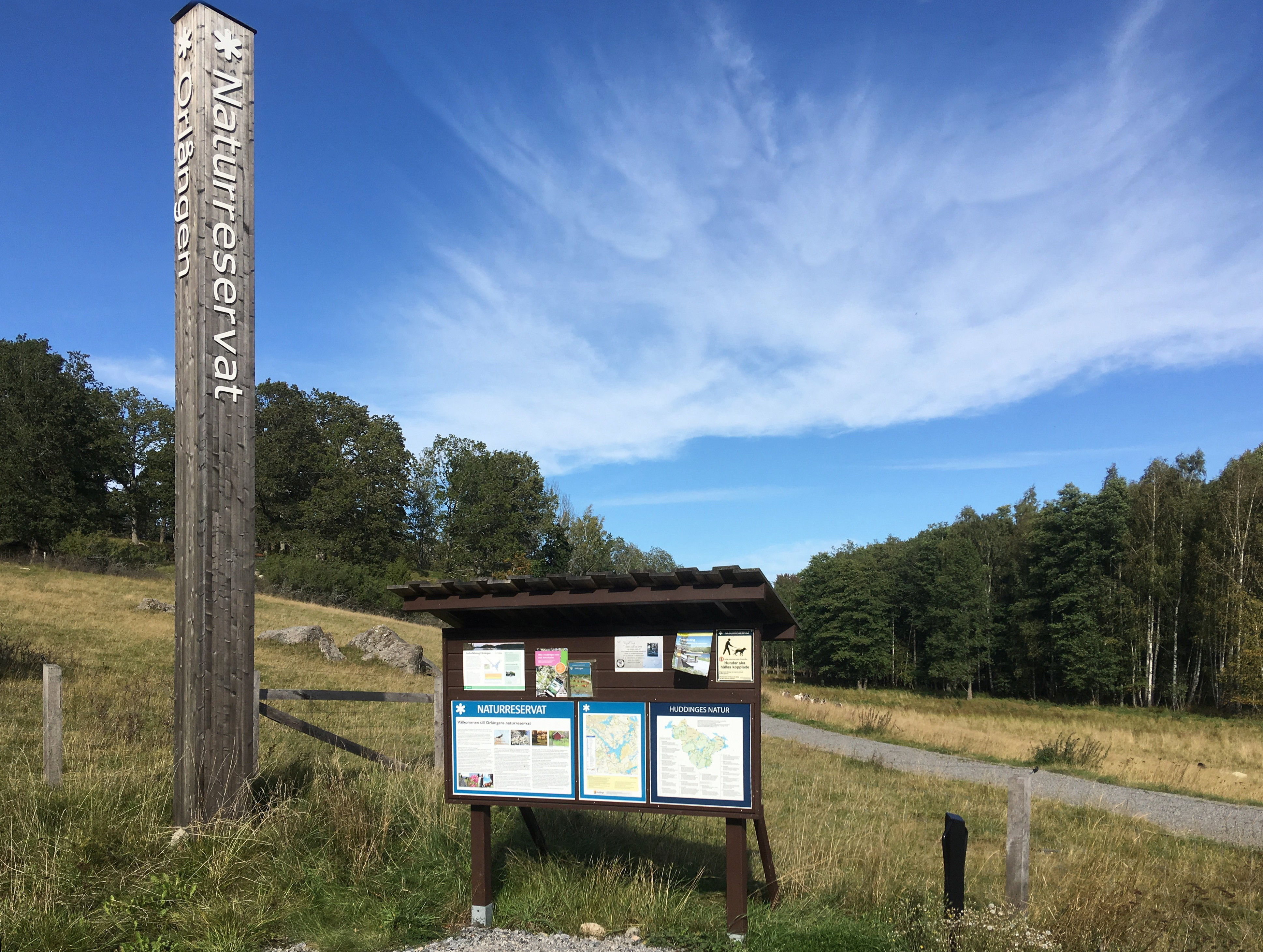
Orlångens naturreservat.
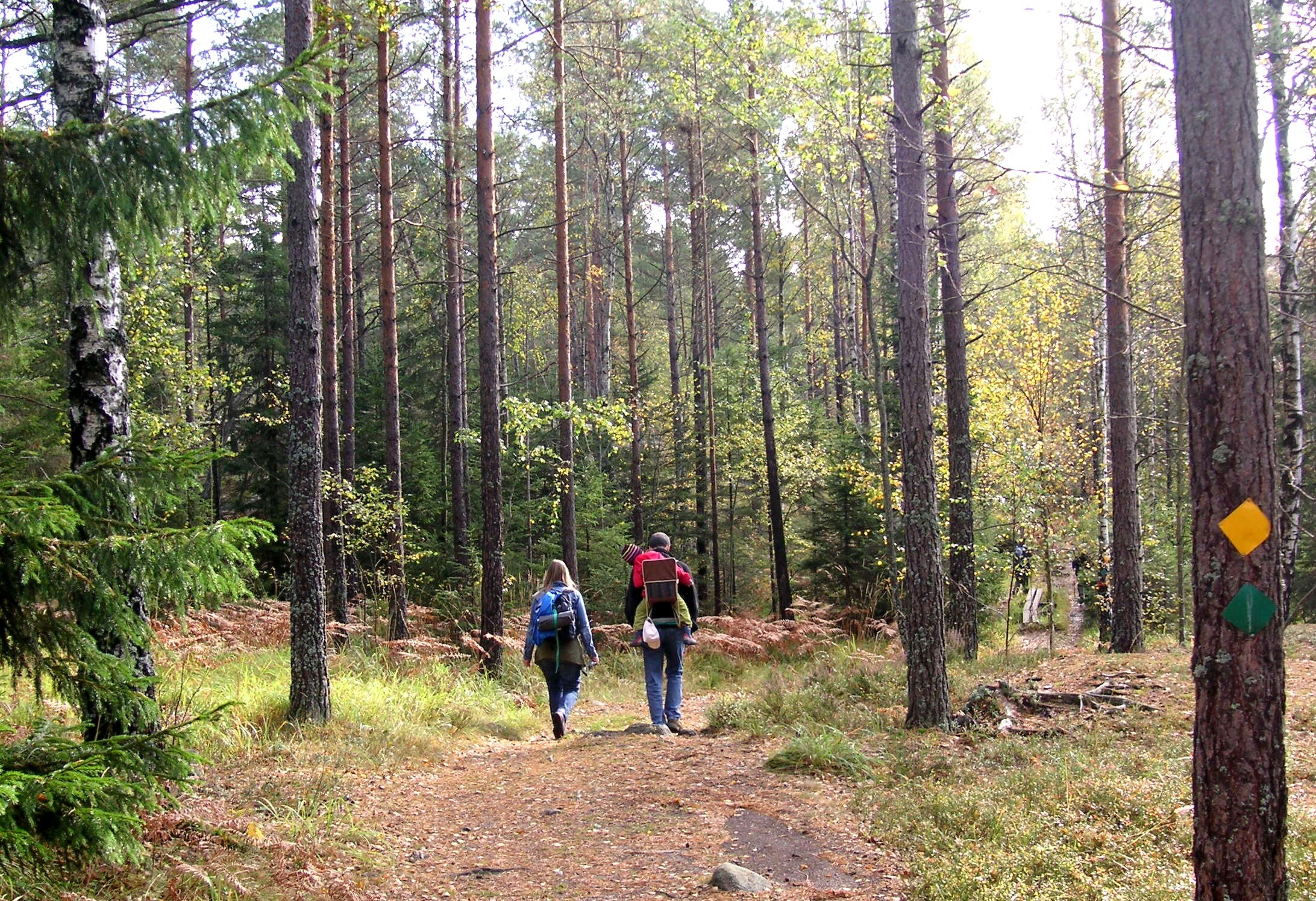
Paradisets naturreservat.

### Sjöar (urval)
- Kvarnsjön, Gladö (del av)
- Kvarnsjön, Lissma
- Kärrsjön (del av)
- Lissmasjön
- Mörtsjön
- Orlången (del av)
- Ådran

#### Sjöar (bilder)

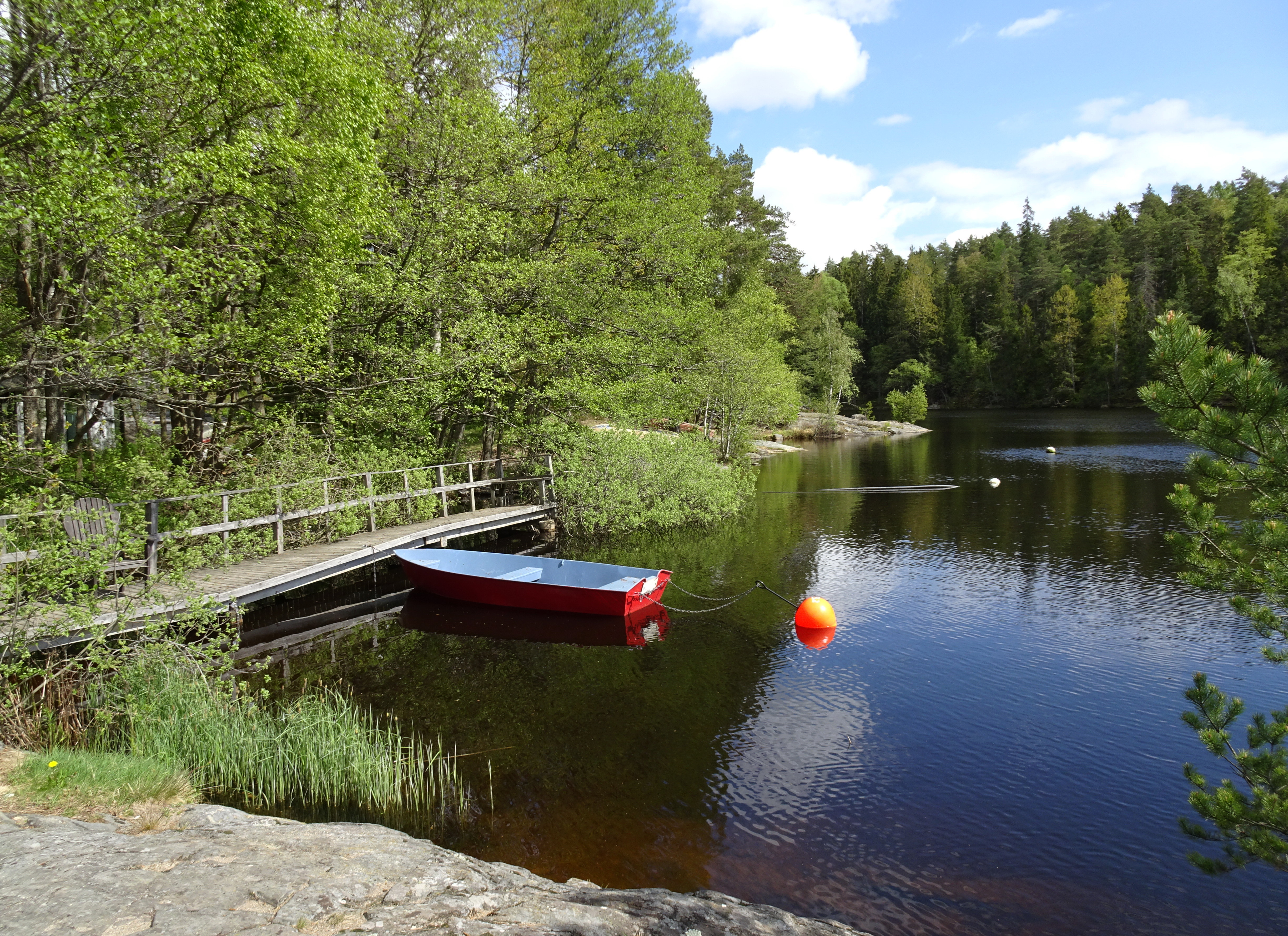
Kvarnsjön, Gladö.
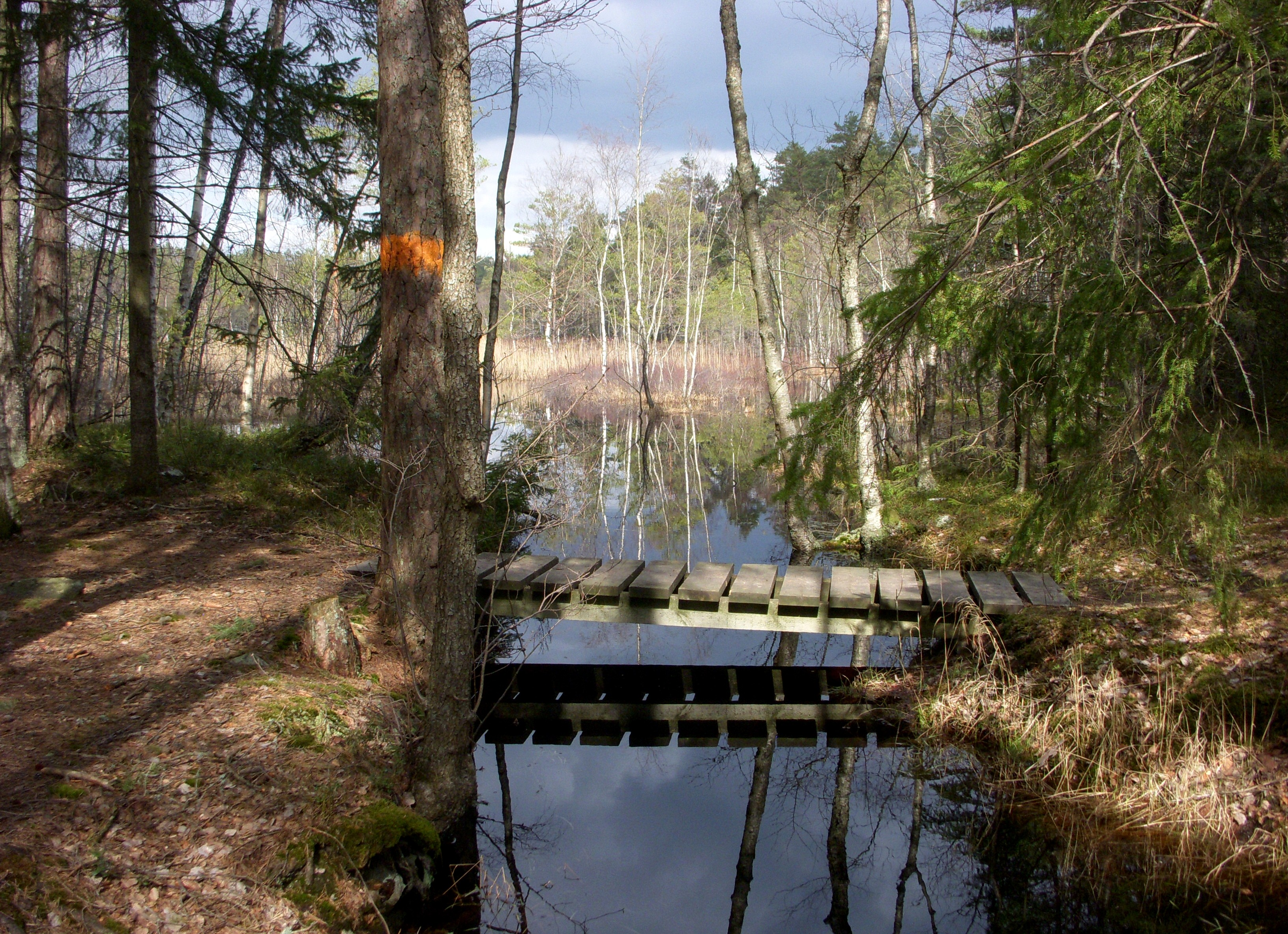
Kvarnsjön, Lissma.
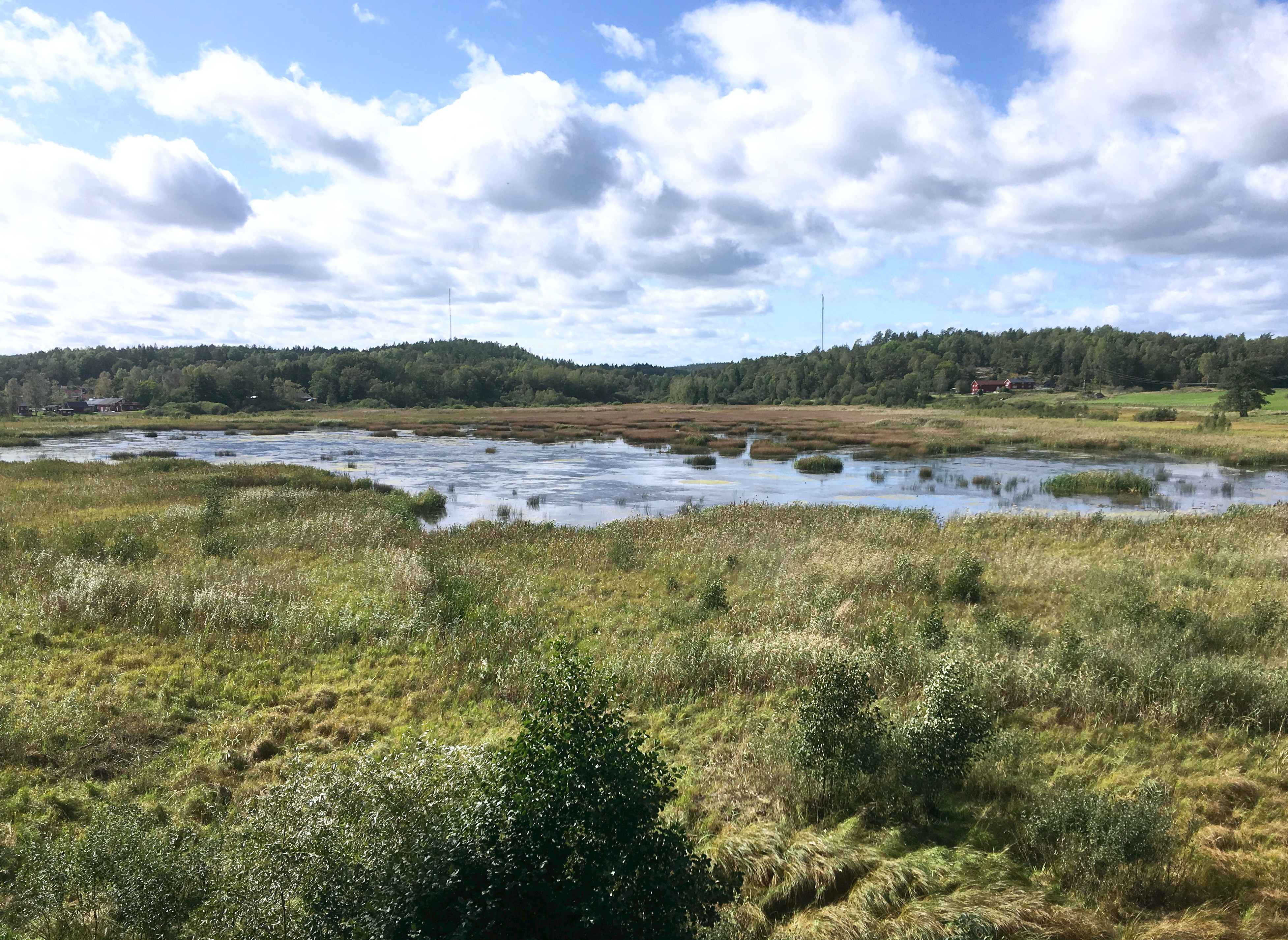
Lissmasjön.
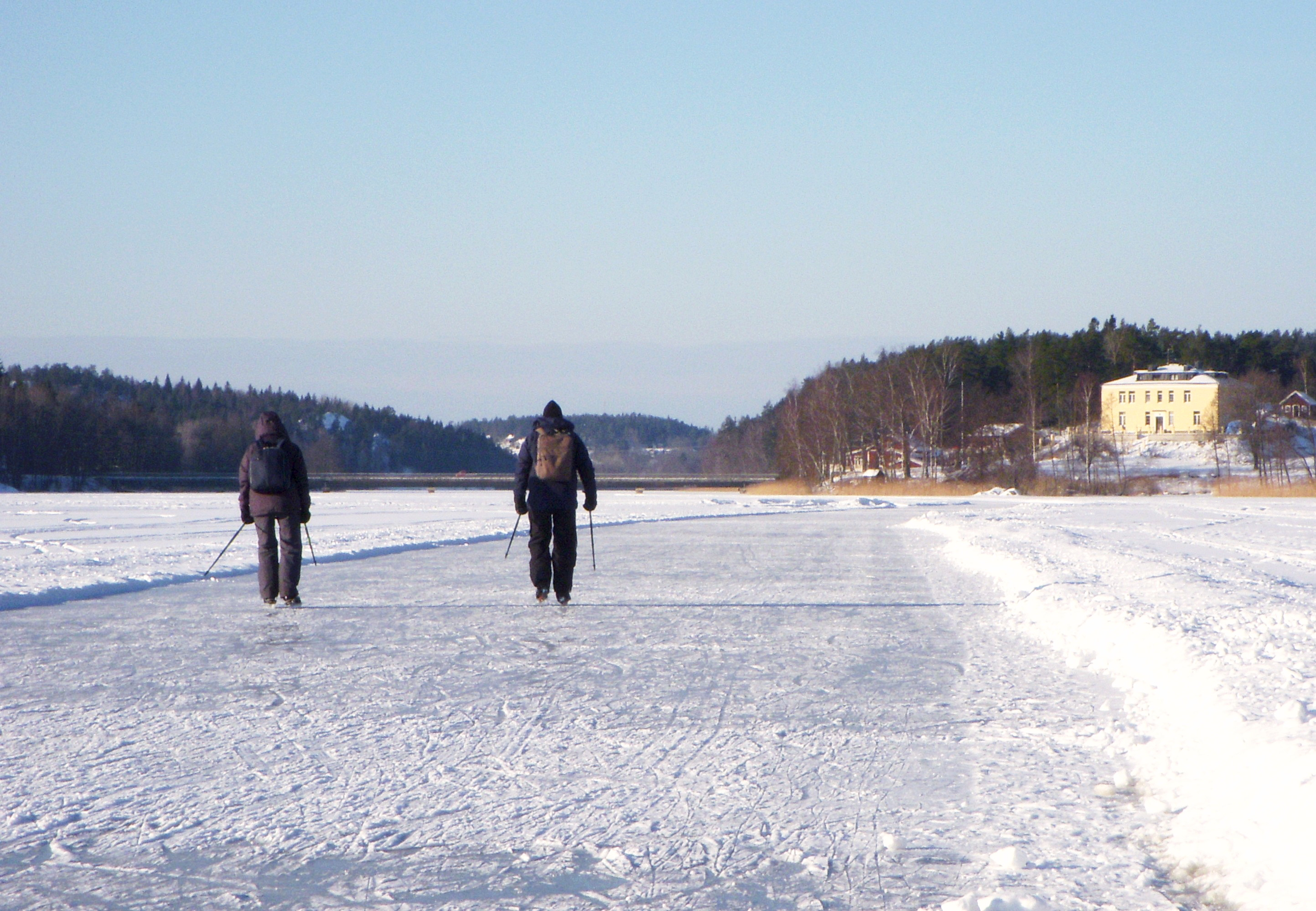
Orlången.